# 印度機場的流浪動物
流浪動物在印度機場的跑道上很常見，牠們時常對機場的航空安全造成影響。根據印度機場管理局（AAI）一名官員的說法，在印度的機場裡，流浪動物進入跑道是司空見慣的事。
在印度機場跑道上發現的流浪動物包括狗、羚羊、母牛、胡狼、蛇和猴子。這些動物有些是從機場的圍欄進入跑道內的。有時候牠們甚至是為了躲避大雨而聚集在機場跑道上。
2017年印度民用航空總局的調查報告顯示，印度過去這5年各機場的鳥擊或野生動物衝撞事件有增加的趨勢。

## 记录
那格浦尔的巴巴薩海布·阿姆倍伽爾博士國際機場曾多次發現有藍牛羚、花鹿和野豬等野生動物在該機場的跑道上出沒。2008年《印度時報》報導，該機場為了杜絕時常在機場跑道上出沒的流浪動物，不得不雇請數十名漁民用魚網來捕捉該機場附近的猴子、野豬和狗。
有飛行員針對流浪狗行走於機場跑道的現象表示，這些流浪狗對正要起飛的飛機是一種潛在威脅，牠們可能會被捲入發動機內並致使發動機故障。2009年，有200隻流浪狗於新德里英迪拉·甘地國際機場的跑道上被捕捉。流浪狗問題也對 HAL Bangalore International機場的航空安全構成了嚴重威脅，2008年3月27日，一架翠鳥航空的飛機在該機場的跑道上撞到一隻狗，導致飛機偏離跑道，幾名乘客受傷。
有許多事故導致了航班時刻中斷，甚至只因為動物在跑道上行走就已對要降落的飛機製造了麻煩。例如2010年3月，僅因賈特拉帕蒂·希瓦吉國際機場的跑道上出現一隻狗，就使該機場暫停航班10分鐘；而在2016年發生的另一起類似事件中，該機場暫停航班約20分鐘。
在2008年6月的一起事件裡，一些巨蜥、胡狼和猛禽誤闖英迪拉·甘地國際機場的跑道，機場不得不關閉一小時來驅逐牠們，致使上百個航班延誤。
2009年7月，一架翠鳥航空的飛機於巴巴薩海布·阿姆倍伽爾博士國際機場跑道上撞到一隻流浪的豬。2014年11月，一架香料航空的客機欲從蘇特拉機場起飛時，撞上一頭水牛，香料航空首席營運官桑吉夫·卡普爾認為這些動物是從圍欄縫隙進入機場跑道的。